# ガキンチョ★ROCK
『ガキンチョ★ROCK』（ガキンチョロック）は、ロザン、キングコング初主演の2004年2月14日公開の日本映画。 東京国際映画祭NCFリージョナル・フィルム参加作品。「夢や音楽じゃお腹はふくれへんけどな、心はふくれるんじゃ」がキャッチフレーズ。

## ストーリー
幼馴染でロックバンド「ガキンチョ★ROCK」を組むコウメイ、チンク、源内、セミマル。4人はアジトで共同生活をしながら、夢に向かってお金を貯めている。夢はメジャーデビュー。メジャーになれば、幼い頃に引っ越しで遠く離れてしまった4人のマドンナ比呂美ちゃんに会えると信じているのだ。しかし、ライブをしても客は3人だけ…メジャーデビューは遠い夢物語。そんなある日、ひょんなことから新聞に載った彼らの前に、比呂美ちゃんが現れる。待ち望んでいた比呂美ちゃんとの再会だったが、この出会いが4人の運命を一変させることに…。

## キャスト
- コウメイ - 西野亮廣（キングコング）

ボーカル・ギター担当。夢に向かって真っすぐに生きている熱い男で、バンドのリーダー。一度はバンド解散を覚悟するが、友情の大切さに気づいて再びメンバーみんなを束ねる。イメージカラーは赤。あだ名の由来は三国志の諸葛孔明から。
- チンク - 梶原雄太（キングコング）

ドラム担当。メンバーの中で一番アホで単純だが、一番優しい心をもっている。特技は犬と会話ができること。優しさゆえの勘違いが多く、ハプニングに巻き込まれやすい。イメージカラーは緑。あだ名の由来はリボンの騎士のチンクから。
- 源内 - 宇治原史規（ロザン）

ギター担当。メンバーの中で一番メカに強く、頭脳明晰、ギターのテクニックも抜群。ただし、ギャンブル好きで、自主制作CDを出すためにみんなで貯めていたお金を使いこんでしまうことも。イメージカラーは黄。あだ名の由来はエレキテルの平賀源内から。
- セミマル - 菅広文（ロザン）

ベース担当。料理が得意で、アジトでは料理を担当。個性的なメンバーの中で、バンドの良心としてほんわかムードを醸し出す。しかし、たよりない甘えん坊で、お袋には頭があがらない。イメージカラーは青。あだ名の由来は百人一首の琵琶法師蝉丸から。
- ケンシロウ（犬） - キララ

ガキンチョ★ROCKが飼っている犬。チンクに劣らずアホな犬だが、比呂美ちゃんのピンチを救うために偶然とはいえ活躍する。好物はバナナ。名前の由来は犬が白いからケン（犬）シロ（白）ウ。
- 玉手ゴロー - 徳井義実（チュートリアル）

ガキンチョ★ROCKの曲をパクってヒットチャートに躍り出るアイドル歌手。曲をパクるという大胆さの反面、臆病で小心なところがあり、コウメイとの出会いで人生を一新する。イメージカラーは白。
- 比呂美 - 清水ゆみ

ガキンチョ★ROCKの幼馴染で4人のマドンナ。小学生の頃、母親の再婚のために転校し、4人と別れ別れになる。他界した義父の会社の跡を継いで頑張っているが経営はうまくいってない。イメージカラーはピンク。
- 又野修造 - 山中聡

巨大レジャー産業、マタノコンツェルンの御曹司。比呂美の会社を救おうと手を差しのべる。年商500億の会社を持ち、男前で洗練されていて、ガキンチョの4人とは別世界の貴公子。ガキンチョ★ROCKに敵対視されている。
- 桑島刑事部長 - 田中要次

ガキンチョ★ROCKの天敵。因縁の刑事部長。13年前、悪ガキだった4人のいたずらで落とし穴にはまり、その時の後遺症で頭の毛が薄くなる。大人になった4人と偶然出会い、ガキンチョ★ROCKの首根っこを押さえようと躍起になる。
- 前橋刑事 - 川原田樹

桑島刑事部長とコンビを組む若い刑事。冷静でクールだが、桑島刑事部長のガキンチョ★ROCKへの執着ぶりについていけない面も。桑島刑事部長に名前を覚えてもらえず、いつも間違った名前で呼ばれている。
- 今岡 - 荒谷清水

会社のために自殺をしようとする会社員。ガキンチョ★ROCKのアジトの屋上で飛び降り自殺をしようとするが、4人の歌の説得で思いとどまる。その後、会社の不正を告発し、勇気ある人として俄然注目の人となる。
- ライブハウスの店長 - 後藤ひろひと

ガキンチョ★ROCKがライブをしているライブハウスの店長。一度は人気のないガキンチョ★ROCKにクビを言い渡すが、4人が新聞に載った後には真っ先にライブの誘いをしてきた。
- 井尻ディレクター - 森下能幸

玉手ゴローの事務所のディレクター。早く新曲を用意するよう玉手に指示している。
- 小日向執事 - 佐藤佐吉

又野修造の執事。屋敷に忍び込んだガキンチョ★ROCKを捕まえようとする。
- 助川社長 - 山根伸介

ガキンチョ★ROCKがアルバイトする会社の社長。広域728号の事件後、4人をクビにする。
- 広域728号 - 岩尾望（フットボールアワー）

窃盗犯。ガキンチョ★ROCKがアルバイトしているビルに忍び込む。
- 鑑識 - 後藤輝基（フットボールアワー）

広域728号について捜査している鑑識。
- テレビのレポーター - 福田充徳（チュートリアル）

玉手ゴローにインタビューをするレポーター。
- よね子 - 国崎恵美
- みね子 - 隅田美保（アジアン）
- さね子 - 馬場園梓（アジアン）

ガキンチョ★ROCKのファンの3人組。途中から玉手ゴローの追っかけをしている。
- 比呂美のお母さん - 古林克枝

比呂美の母親。
- シュワンツマイケル - Andy

比呂美の会社の交渉相手。
- 源内を誘うバンド - キッチンゴリラ

源内をツアーに誘うバンドグループ。

## スタッフ
- 監督:前田哲
- 助監督:李相國
- 脚本:長谷川隆
- 音楽:松下誠
- 撮影:林淳一郎
- 照明:奥村誠
- 録音:野中英敬
- 美術:桜井陽一
- 編集:宮島竜治
- 制作:ツインズジャパン
- 制作協力:吉本興業
- 製作:イエス・ビジョンズ、よみうりテレビ、バンダイビジュアル
- 上映時間:85分

## その他
- 玉手ゴロー（チュートリアル徳井）が、ガキンチョ★ROCKのMDを持って逃げる時に向いの家のベランダで、筋肉モリモリの人が運動してるシーンがあるが、その役は最初なかやまきんに君がやる予定だった（DVDのロザンの副音声より）。
- コウメイ役の西野は、撮影期間中に髪を切ってしまった。シーンにはところどころ、髪が短いところがある（普段はキャップをかぶっているのでわからない）。
- マンスリーよしもと2003年11月号で表紙をかざっている。
- この映画の各シーンの前説にNON STYLEが使われていた（理由は、ロザン、キングコングの事をよく知っているから[1]）。
- NON STYLE石田曰く、この映画でガキンチョ★ROCKが道路を走るシーンにNON STYLE石田が自転車に乗っている所が半分映ったらしい[1]。
- キッチンゴリラの(当時の)ドラム・u-coが西野の実の従姉だということをメイキングDVDで話している。
- 特典映像の中で「2（ツー）でまたお会いしましょう」とメンバーが言っているが2は作られていない。

## 挿入歌
- 「僕らは…」 - 作詞・作曲そら坊 ※元歌は太陽族（オープニングテーマ）
- 「仲間のうた」 - 作詞・作曲高木芳基 ※元歌はザ・マスミサイル
- 「時代」 - 作詞・作曲中島みゆき ※元歌は中島みゆき
- 「風にのっけて」 - 作詞斉藤いんこ
- 「夢へまっすぐに」 - 作詞斉藤いんこ、浜口祐夢（エンディングテーマ）

## CD
- ガキンチョ☆ROCK サウンドトラックアルバム

### 夢へまっすぐに
2003年11月8日発売、作詞：さいとういんこ/作曲：松下誠
- 1. 夢へまっすぐに
- 2. 夢へまっすぐに (Karaoke)
- 3. 夢へまっすぐに (Remix Version)

## DVD
- MAKING OF ガキンチョ★ROCK キンコン★ロザン 〜青春パンクな1ケ月〜
- ガキンチョ★ROCK 発売日：2004年7月23日
- ガキンチョ★ROCK まいどおおきに！！スペシャルディスク　発売日：2004年7月23日

## グッズ
- ガキンチョ★ROCK オリジナルフォトブック
- カンバッチ
- シール